# Sanankoro Djitoumou
Sanankoro Djitoumou is een gemeente (commune) in de regio Koulikoro in Mali. De gemeente telt 13.300 inwoners (2009).